# レイト・ナイト・ウィズ・ジミー・ファロン
『レイト・ナイト・ウィズ・ジミー・ファロン』（Late Night with Jimmy Fallon）は、2009年3月2日から2014年2月までアメリカNBCで放送されていた深夜トーク・バラエティ番組である。

## 概要
レイト・ナイトの司会を務めていたコナン・オブライエンが、2009年6月から出演するザ・トゥナイト・ショーの準備のため、後任にジミー・ファロンを指名し降板。ニューヨーク・マンハッタンのロックフェラー・プラザで収録。同時間帯にはCBSで『ザ・レイト・レイト・ショー・ウィズ・クレイグ・ファーガソン』が放送されている。しかし2014年2月から出演するザ・トゥナイト・ショーの準備のため、同月に終了。後継番組にセス・マイヤーズ司会の『レイト・ナイト・ウィズ・セス・マイヤーズ』が2月24日から放送開始された。